# Echium stenosiphon
Echium stenosiphon är en strävbladig växtart. Echium stenosiphon ingår i släktet snokörter, och familjen strävbladiga växter.

## Underarter
Arten delas in i följande underarter:
- E. s. glabrescens
- E. s. lindbergii
- E. s. stenosiphon